# Hemocianina

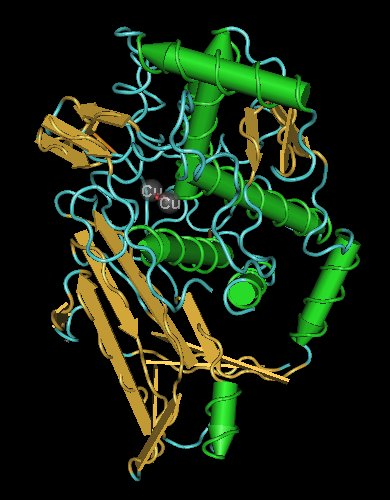
Unitat d'hemocianina simple oxigenada en un pop

Les hemocianines (en anglès: Hemocyanins o haemocyanins) són proteïnes que transporten oxigen a través del cos d'alguns animals invertebrats. Pertanyen al grup metal·loproteïna i contenen àtoms de coure enllaçats reversiblement amb una molècula d'oxigen (O₂). Després de l'hemoglobina, és la segona molècula de transport d'oxigen més usada en el regne animal. Al contrari que l'hemoglobina, l'hemocianina no està unida a les cèl·lules sanguínies, sinó que està en suspensió directament en l'hemolimfa. L'oxigenació produeix un canvi de color entre el Cu (I), que és incolor en estat desoxigenat, cap a la forma blava del Cu (II) en estat oxigenat.

## Distribució en les espècies
Les hemocianines es troben en dos embrancaments d'animals:
- Mollusca: l'hemocianina va ser descoberta primer el 1927 en un cargol (Helix pomatia) per Svedberg.[1]
- Arthropoda: va ser primer descoberta en l'espècie Limulus polyphemus. Més recentment, s'ha trobat en la taràntula Eurypelma californicum,[2] l'escorpí Pandinus imperator,[3] i el centpeus Scutigera coleoptrata. En els artròpodes, sembla que evolutivament es van formar a partir de la classe Onychophora.[4] Les hemocianines, sembla que són rares entre els insectes, o hi estan completament absents.[5]

## Contra el càncer
S'ha investigat l'efecte antitumoral de l'hemocianina en animals de laboratori.